# Таубате
Таубате (порт. Taubaté) — місто і муніципалітет в бразильському штаті Сан-Паулу, розташоване між двома головними агломераціями країни — Сан-Паулу (на відстані 123 км) та Ріо-де-Жанейро (на відстані 280 км). Місто є важливим промисловим центром, зокрема автомобільної промисловості.